# TIMED
Die Mission TIMED (englisch Thermosphere Ionosphere Mesosphere Energetics and Dynamics) ist ein Projekt, um die Dynamik in der Mesosphäre und der unteren Thermosphäre der Erdatmosphäre zu untersuchen.
Der 660 kg schwere Satellit wurde zusammen mit Jason 1 an Bord einer Delta-7920-Rakete von der Vandenberg Air Force Base in Kalifornien am 7. Dezember 2001 gestartet. Die Mission war für eine Länge von zwei Jahren geplant, wurde aber mehrfach verlängert, zuletzt im Oktober 2010 bis ins Jahr 2014. Das Projekt wird von der NASA finanziert und geleitet, wohingegen der Satellit vom Applied Physics Laboratory der Johns Hopkins University in Maryland entworfen und gebaut wurde.